# Peřovec černobřichý
Peřovec černobřichý (Synodontis nigriventris) nebo také sumec konžský je sladkovodní ryba z řádu sumců. Je populární akvarijní rybou, ve volné přírodě obývá povodí afrického veletoku Kongo.
Dorůstá délky 6–10 cm, samice bývají větší než samci. Rozlišují se dvě barevné formy: jedna je zbarvena šedohnědě a nepravidelně se střídají světlejší a tmavší skvrny, druhá je světlejší a pruhovaná jako zebra. Má zavalité tělo, zplošťující se směrem k trojúhelníkové hřbetní ploutvi, velké oči a tři páry péřovitě roztřepených vousků. Potěr plave normálně, ale ve věku okolo dvou měsíců se ryba obrací naznak. S tím souvisí i druhové jméno: většina ryb je na hřbetní straně tmavší než na břišní, aby byly hůře viditelné pro predátory (tzv. Thayerovo pravidlo), u peřovce černobřichého je to obráceně.
Ryba vede noční způsob života, proplouvá mezi vodní vegetací, její potravu tvoří řasy i drobní korýši. Vyžaduje teplotu vody 22–27 °C.